# Gyllenberg
Gyllenberg är en svensk adelsätt från Västergötland.
Släkten stammar från Erik Bergh som adlades 1682 på Stockholms slott av kung Karl XI.
Ätten introducerades på Riddarhuset 1683 som adlig släkt nummer 1030.. Erik Bergh var son till Erik Gustafsson (död 1627), arrendator av kronans inkomster i Marks och Kinds härader, och bror till Gustaf Berg som adlades 1660 med namnet Palmqvist.
31 december 2005 fanns det 192 personer i Sverige med efternamnet Gyllenberg.

## I Finland
En gren utgående från Alexander Hjalmar Leonard Gyllenberg är sedan 1875 bosatt i Finland.

## Vapen
| ”                                 | . . . Een skiöld fördeelt med tvenne krumme linier ifrån åfvan till begge sijdorne i tvänne felt eller deelar, begge öfre deelarne af guhl bottn men ett svart drakehufvud i hvardera deelen. Det undra feltet blått med ett gult bärg nedan uthi. Ofvan på skiölden en öpen tornerhielm, hvar öfver en half drake med sine vingar af guhl färga. Crantzen och löfvärket af guhl, svart och blå färga etc. . . | „ |
| – Gyllenberg, Svenska Riddarhuset | |   |

## Personer med efternamnet Gyllenberg
- Ane Gyllenberg (1891–1977), finländsk bankir
- Carl Gyllenberg (1924–2014), svensk regissör, skådespelare och sångtextförfattare
- Drott Gyllenberg (1920–1974), svensk arkitekt
- Elisabeth Gyllenberg (1901–1991), svensk målare
- Eric Gyllenberg (död 1691), överinspektör
- Helge Gyllenberg (1924–2016), finländsk mikrobiolog
- Matilda Gyllenberg (född 1980), finländsk journalist och författare
- Nils Gyllenberg (1888–1959), svensk agronom och målare
- Ossian Gyllenberg (1884–1943), svensk landskapsmålare
- Rafael Gyllenberg (1893–1982), finländsk teolog
- Ulla Gyllenberg (1929–2023), finländsk radio- och TV-producent
- Walter Gyllenberg (1886–1952), svensk astronom